# Маццола, Николас
Николас Маццола (исп. Nicolás Mazzola; 28 января 1990, Вьедма, Аргентина), — аргентинский футболист, нападающий клуба «Атланта» (Буэнос-Айрес).

## Биография

### Карьера игрока
Николас — воспитанник клуба «Индепендьенте». Сыграв за клуб пять матчей, Маццола отправился в Европу, в швейцарский клуб «Локарно». После двух лет в клубе, вернулся на родину, в клуб «Вилла Сан-Карлос».